# Alekszandr Mihajlovics Ljapunov
Alekszandr Mihajlovics Ljapunov (Jaroszlavl, 1857. június 6. – Odessza, 1918. november 3.) orosz matematikus, fizikus.

## Életpálya
Apja Mihail Vasziljevics Ljapunov csillagász volt. Magántanulóként kezdte elsajátítani a tantárgyakat, majd Nyizsnyij Novgorodban járt gimnáziumban. A szentpétervári egyetemen fizikát és matematikát tanult, 1880-ban szerzett diplomát. Szentpétervári, az odesszai, később a harkovi egyetemen tanított. Doktori diplomáját 1884-ben szerezte, a következő évben megvédte. 1892. október 12-én moszkvai egyetemen professzori vizsgát tett. 1891-től 1898-ig a Harkovi Matematikai Társaság elnöke volt.

## Kutatási területei
Kutatásainak középpontjában hidrosztatikai problémák vizsgálata állt. Jelentős eredményeket ért el a valószínűségszámításban is. Az ún. Ljapunov-kitevők a káoszelméletben játszanak fontos szerepet.

## Írásai
- kutatásai eredményeiről több tudományos dokumentumot készített.
- 1902-ig szerkesztette a Harkovi Matematikai Társaság Közleményei kiadványt.
- munkásságának eredményeit két kötetbe foglalták össze,

## Szakmai sikerek
- 1900-ban megválasztották a szentpétervári Orosz Tudományos Akadémia levelező tagjának, a következő évben az alkalmazott matematika tanszék rendes akadémikusa lett.
- 1909-ben az Accademia dei Lincei fogadta soraiba,
- 1916-ban a Francia Természettudományi Akadémia levelező tagja lett,
- több tudományos kitüntetés tulajdonosa,